# Leenstertillen
Leenstertillen is de benaming voor een buurtschap in de gemeente Het Hogeland, ten zuiden van het Groningse dorp Leens. De naam verwijst naar twee tillen (ophaalbruggen) die hier vlak bij elkaar liggen; een over het Hunsingokanaal en een over de Houwerzijlsterriet. De ophaalbrug over het Hunsingokanaal werd in 1861 vervangen door een draaibrug en in de jaren 1970 door een vaste brug. De andere til werd in de loop der tijd ook vervangen door een vaste brug. Het gebied wordt gekenmerkt door twee stukken bosgebied, waardoorheen de weg van Zuurdijk naar Leens loopt.

## Bedrijvigheid
Vroeger was Leenstertillen een drukke plek. Langs het Hunsingokanaal liep een jaagpad, waarvan ten westen van de brug naar Leens een rolpaal resteert. Er zijn plannen om een fietspad aan te leggen langs het kanaal naar Ulrum, waarmee dit deel van het oude jaagpad ook voor fietsers toegankelijk moet worden.
Aan noordzijde van het kanaal en ten westen van de Leenstervaart stond tussen 1819 en 1826 de zaagmolen 'De Windhond', die daarop waarschijnlijk werd verplaatst naar Leerdam om daar te herrijzen als 'De Grote Molen' (gesloopt in 1871). Op de plek van De Windhond werd in 1853 een oliemolen gebouwd, die in 1871 weer werd afgebroken en verplaatst naar houtzagerij De Fortuin in Leens. Er staat nu een huis met de kleine kwekerij 'Leenstertillen' (Leenstertillen 1). Aan de andere zijde van de weg werd in 1892 in opdracht van landbouwers Eije Torringa en Schelto Toxopeus uit Zuurdijk en Derk Roelf Mansholt uit de Westpolder en de Rotterdamse industrieel Jan Frederik Beins de op stoomkracht draaiende melkfabriek 'De Marne' gebouwd met een 11 meter hoge pijp en directeurswoning. In 1915 moest de fabriek sluiten en in 1917 werd de fabriek verkocht aan een timmerman. De directeurswoning is later verbouwd tot het huis 'Op Stee' (Leenstertillen 2).
Ten zuiden van het Hunsingokanaal stond de kleine boerderij 'Quatre Bras', die tevens dienstdeed als café en doorrit (paardenstalplaats). Dit gebouw werd waarschijnlijk afgebroken in de jaren 1950. In 1940 waren er grote plannen om er met hulp van de N.E.T.O. (De Langen) een vlasfabriek te stichten, wat door de Tweede Wereldoorlog echter niet is gebeurd. In 1977 werd ten zuiden van het kanaal een dorpsbos ('het Hogeland'; tegenwoordig 'Leenstertillen') aangeplant en een aanlegsteiger voor jachten en een natuurkampeerterrein aangelegd. De weg werd bij de ruilverkaveling rechtgetrokken naar het westen. De oude weg ligt nog ten oosten van het kampeerterrein. In 2011 is het natuurkampeerterrein omgezet naar een gewoon recreatieterrein. Het bos is tegenwoordig eigendom van Staatsbosbeheer. Door het bos loopt een schelpenpad, dat het Houwerzijlsterriet oversteekt bij de Peppelvonder (een hoogholtje).

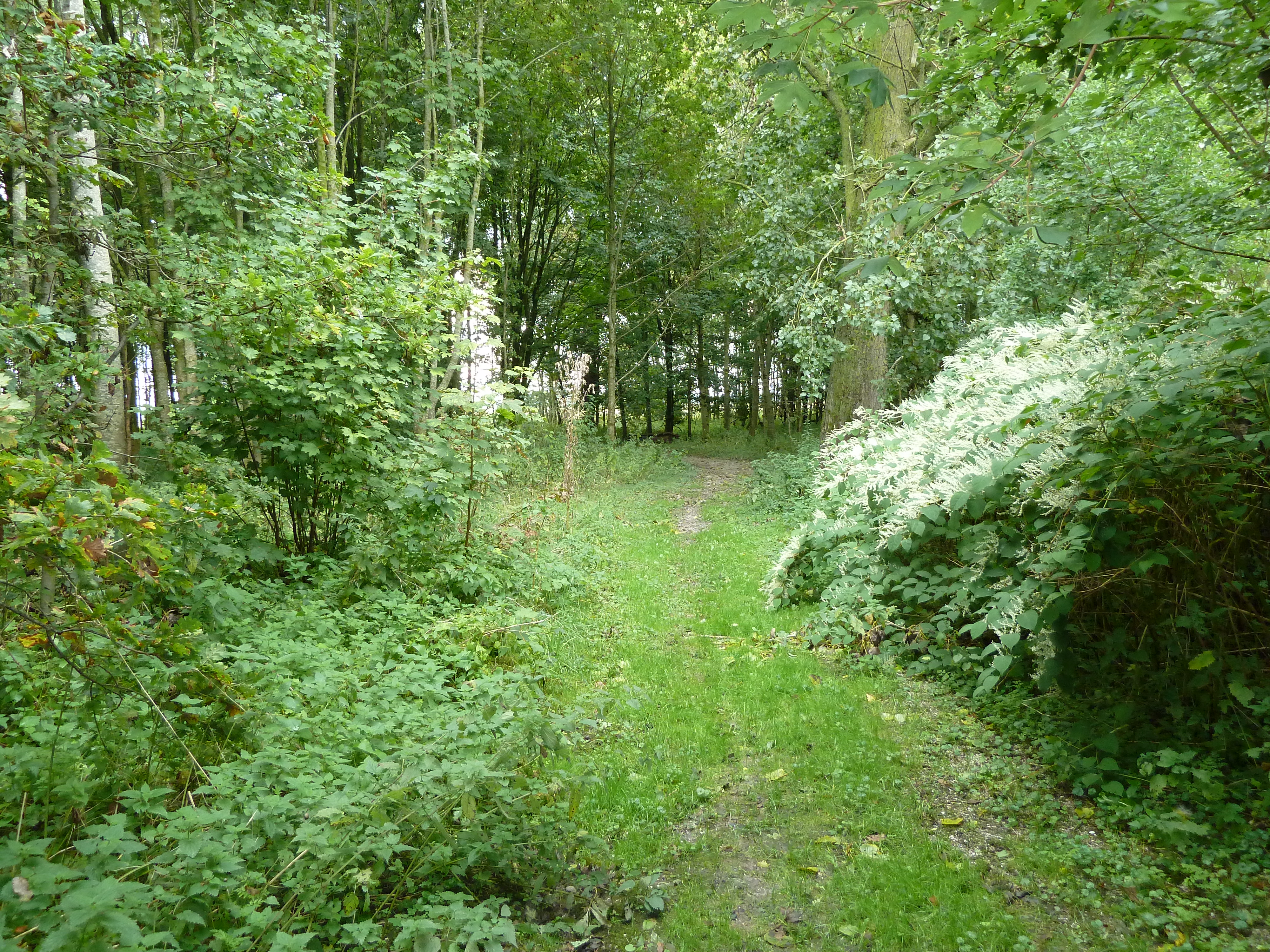
Gezicht op het pad in het bos met rechts bloeiende Japanse duizendknoop
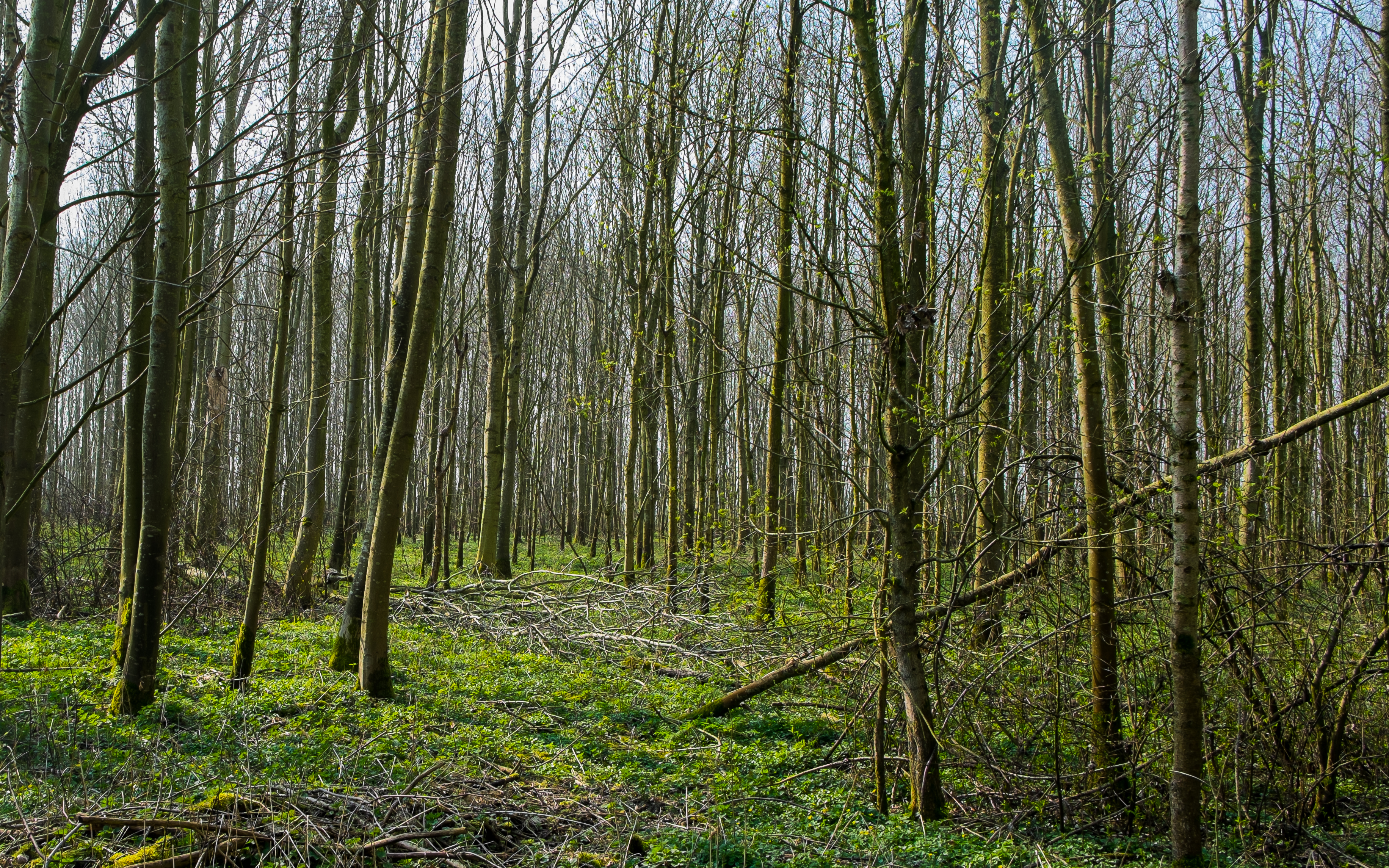
Het bos verkeert deels nog in de stakenfase
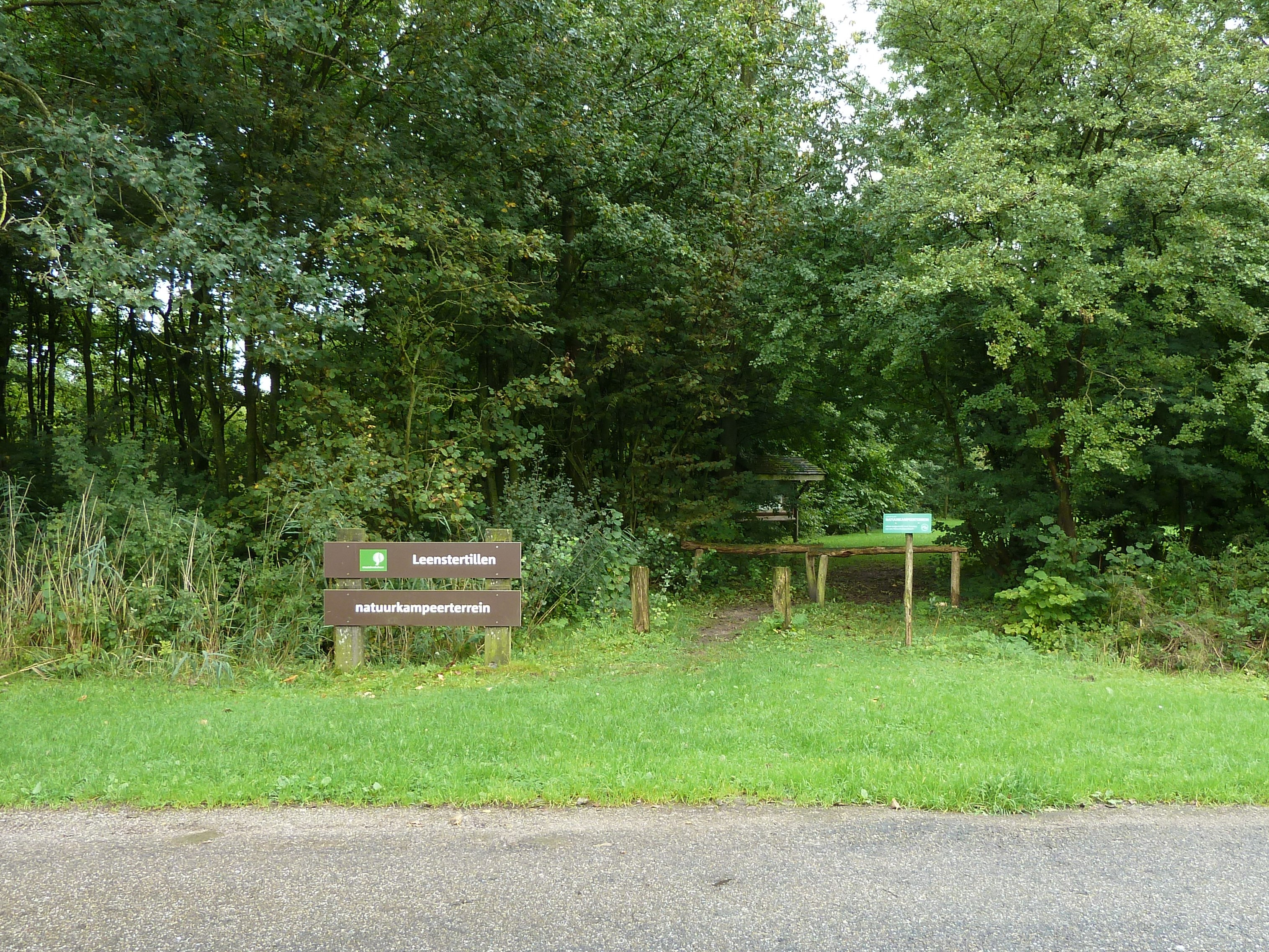
Ingang natuurkampeerterrein
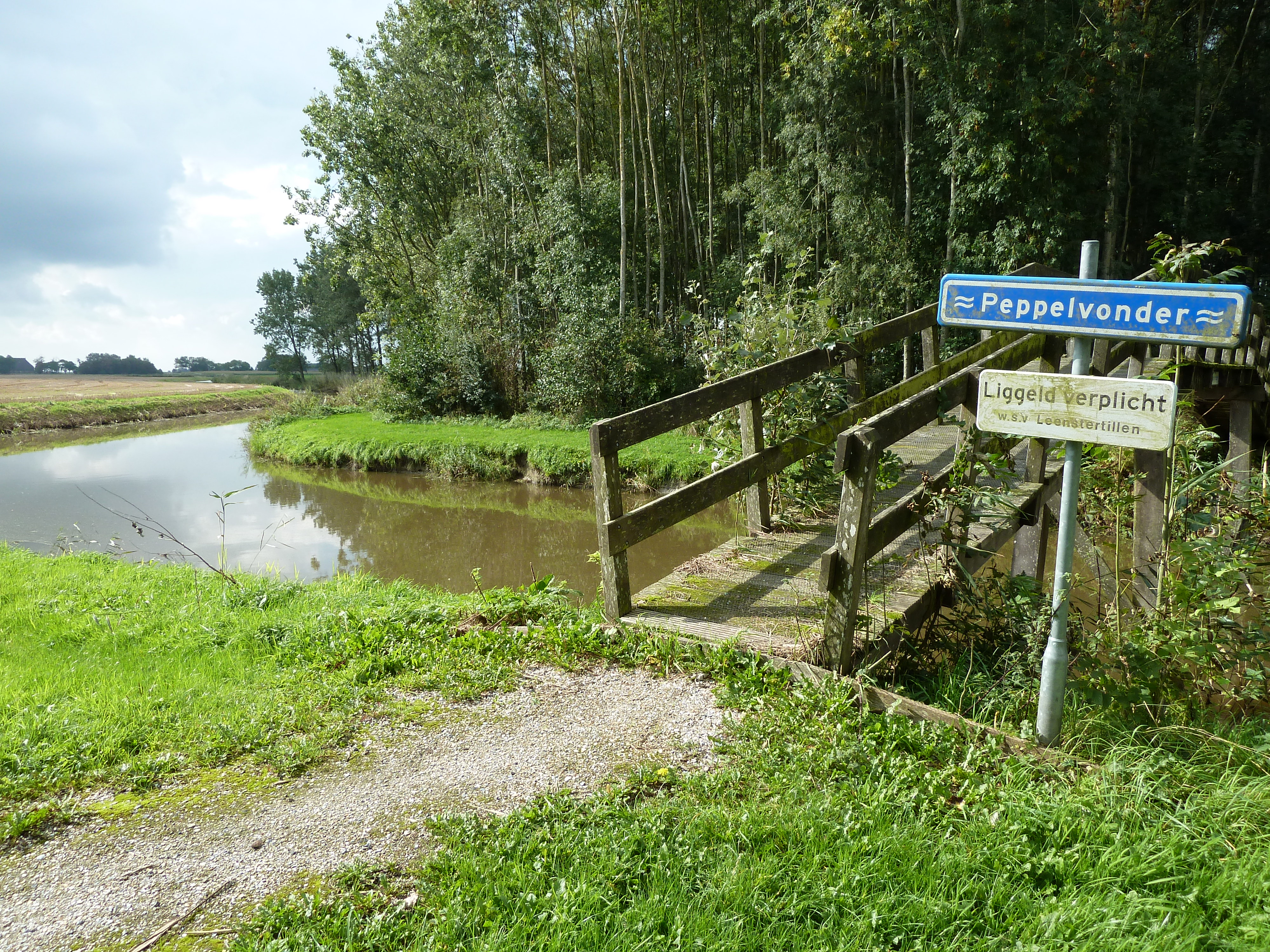
Peppelvonder
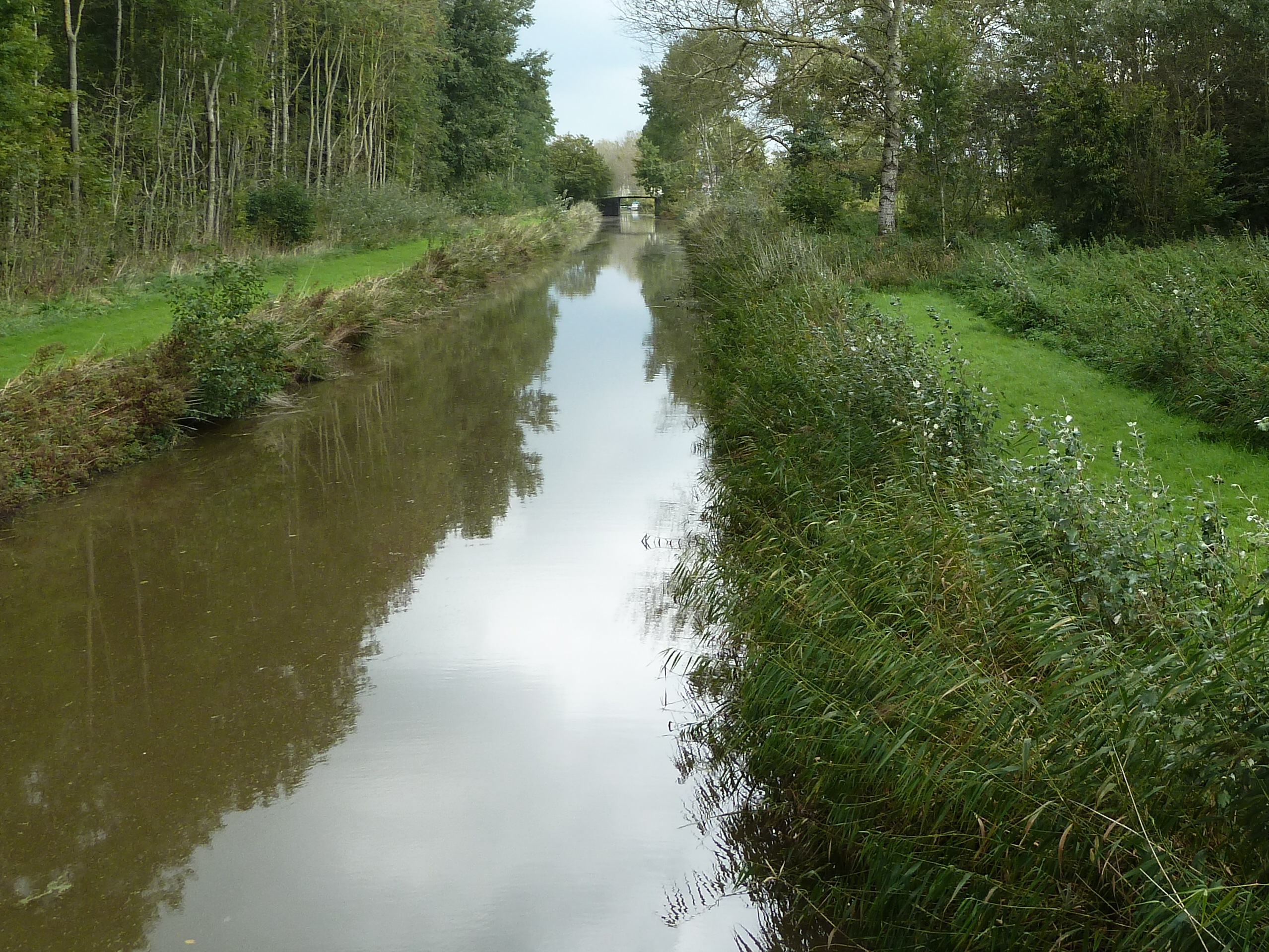
Gezicht over de Houwerzijlsterriet met in de verte de til
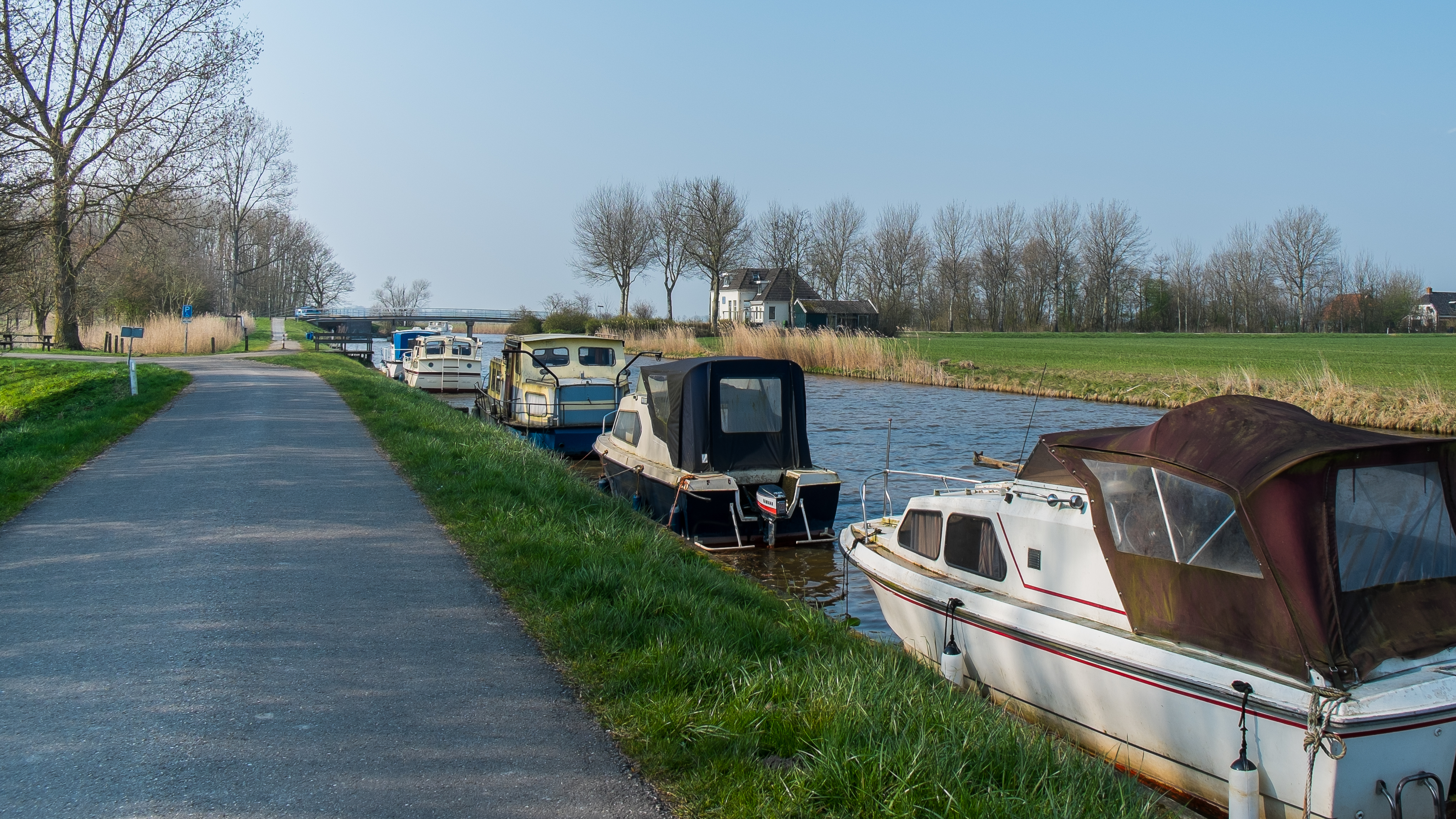
Boten langs het Hunsingokanaal

Hoofdplaats: Uithuizen

Dorpen: Adorp · Den Andel · Baflo · Bedum · Eenrum · Eppenhuizen · Hornhuizen · Houwerzijl · Kantens · Kloosterburen · 't Lage van de Weg · Lauwersoog · Leens · Leenstertillen · Lutjewolde · Mensingeweer · Molenrij · Niekerk · Noordwolde · Oldenzijl · Onderdendam · Onderwierum · Oosteinde · Oosternieland · Pieterburen · Rasquert · Rodewolt · Roodeschool · Rottum · Saaxumhuizen · Sauwerd · Startenhuizen (deels) · Stitswerd · Tinallinge · Uithuizermeeden · Ulrum · Usquert · Vliedorp · Vierhuizen · Warffum · Warfhuizen · Wehe-den Hoorn · Westerdijkshorn · Westernieland · Wetsinge · Winsum · Zandeweer · Zoutkamp · Zuidwolde · Zuurdijk

Buurtschappen, gehuchten, wierden en buurten: 1e Nijhoezen · 2e Nijhoezen · 't Aagt · Abbeweer · Alinghuizen · Arwerd · Barnegaten · Bellingeweer · Bethlehem · Beusum · Bokum · Breede · Broek · Het Bultje · De Dingen · De Raken · De Vennen · Den Haver · Deikum · Doodstil · Douwen · Duisterwinkel · Eelswerd · Eemshaven · Elens · Ellerhuizen · Ernstheem · Ewer · Grijssloot · Groot Maarslag · Groot Wetsinge · De Haar · Hammeland · Den Hander · Harssens · Hefswal · Hekkum · Helwerd · Heuvelderij · Hiddingezijl · Holwinde · De Hoogte · De Horn · De Houw · 't Houweel · De Hucht · Kaakhorn · Katershorn · Kattenburg · Klei · Kleine Huisjes · Klein Garnwerd · Klein Maarslag · Klein Wetsinge · Kolham · Koningslaagte · Koningsoord · De Knijp · Kruisweg · Lutje Marne · Lutke Saaxum · Maarhuizen · (Marnehuizen) · Menkeweer · Menneweer · Midhalm · Midhuizen · Mollenhuizen · Nijenklooster · Noordpolder · Noordpolderzijl · Obergum · Oldenzijl · Oldorp · Oosterhorn · Oosterhuizen (Eenrum) · Oosterhuizen (Zuidwolde) · Oudedijk · Oudeschip · Paapstil · Panser · Plattenburg · Polen · Ranum · Reidland · Roodehaan · Schapehals · Schaphalsterzijl · Schilligeham · Schouwen · Schouwerzijl · Sint Annerhuisjes · 't Stort · De Streek · Takkebos · Ter Laan · Tijum · Valcum · Valom · Wadwerd · Walsweer · Westerhorn (De Marne) · Westerhorn (Hogeland) · Westerklooster · Westpolder · Wierhuizen · Wierum · 't Wildeveld · Willemsstreek · Zevenhuizen